# 桐生 (小惑星)
桐生（きりゅう、6275 Kiryu）は小惑星帯の小惑星である。1993年に群馬県大泉町の小林隆男が発見した。
小惑星名は群馬県桐生市に由来し、1999年に桐生第一高等学校が夏の甲子園で群馬県代表として初優勝したのを記念して命名された。